# Szakály György
Szakály György (Nyíregyháza, 1955. december 15. – Budapest, 2025. augusztus 10.) Kossuth- és Liszt Ferenc-díjas magyar táncművész, balettigazgató, a Halhatatlanok Társulatának örökös tagja.

## Életpályája
1967-ben jelentkezett az Állami Balett Intézetbe, balettművészként végzett 1976-ban. Egyéves ösztöndíjjal Leningrádban folytatta tanulmányait a Vaganova Balettiskolában. 1977-ben a Magyar Állami Operaház tagja, 1979-től pedig magántáncosa lett. 
1985–1988 között a dortmundi opera, 1988–1990 között pedig a bonni Operaház vendégszólistája volt. 1986-ban készült róla portréfilm a Magyar Televízióban. 1992–1995 között balettigazgató. 1992–1995 között a Magyar Nemzeti Balett művészeti igazgatója. 2000–2003 között a Shakespeare Színiakadémia tanára. 
2003 óta volt a Magyar Táncművészeti Főiskola oktatója. 2003-ban szerezte meg balettmesteri képesítését a Magyar Táncművészeti Főiskolán, 2007-ben pedig a Színház- és Filmművészeti Egyetemen végzett koreográfusként. 2006-tól 2008-ig a Táncművészképző Intézet, majd egyetem igazgatója, 2008-tól képzési és működési rektorhelyettese volt. 2010 óta megbízott rektor, 2011. július 1-e és 2018. augusztus 15. között rektor, ezt követően az egyetem rektorhelyetteseként művészeti vezető volt.
Vendégszerepelt Sydneyben, Berlinben, a New York-i Metropolitanban, Washingtonban, Franciaországban és Ausztráliában.

## Színpadi munkái
| - Monteverdi: Tankréd és Clorinda párviadala....Tankrédot táncolja - Lloyd Webber: Macskák....Mefisztulész II.; Nagy Hirig Macska; Sam Mitsegél - Gounod: Faust....A Walpurgis éj táncai - Willard: A macska és a kanári....Harry Blythe - Dés László: A dzsungel könyve....Ká - Barillet-Grédy: A kaktusz virága....Norbert - Clark: Mégis, kinek az élete?....Dr. Michael Emerson - Gábor László: Meztelen rózsa....Nizsinszkij - Springer-Kolozsi: Psota!.... - Donáth Ede: Szulamith....A macska - Vándorfi László: Paraszt biblia.... - Müller: Téli utazás....Táncos | - Kaló Flórián: Egyedül (1984) - Bernstein: West Side Story (1991) - Russell: Shirley Valentine (1997) - Dés László: A dzsungel könyve (1997) - Szép Ernő: Vőlegény (1997) - Hubay Miklós: Hová lett a Rózsa lelke? (Nizsinszki) (1997) - Polgár-Král-Zakar: Mesék meséje (1998) - Bart: Oliver (2000) - Lloyd Webber: József és a színes szélesvásznú álomkabát (2000) - Kastner: Emil és a detektívek (2001) - Strauss: A denevér (2001) - Humperdinck: Jancsi és Juliska (2002) - Csajkovszkij: Pikk Dáma (2003) - Tolsztoj: Anna (2010) - Kosztolányi Dezső: Nero (2012) |

### Egyéb színházi szerepei
- Tahir Baltacsejev: A bahcsiszeráji szökőkút....Girej kán
- Seregi László: A csodálatos mandarin....Mandarin
- Vojnonen: Diótörő....Herceg
- Seregi László: A cédrus....Sas, Művész
- R. van Dantzig: Emlékmű egy halott ifjúnak....Ifjú
- Seregi László: A fából faragott királyfi....Királyfi
- Milloss A.: A csodálatos mandarin....Mandarin
- Béjart: Tavaszünnep....Kiválasztott ifjú
- Méndez: A folyó és az erdő....Erdő
- Seregi László: Spartacus....Crassus, Spartacus
- Fodor Antal: A próba....Júdás
- Imre Zoltán: Asszonyszerelem – Asszonysors / Stabat Mater
- Seregi László: Rómeó és Júlia....Mercutio
- Seregi László: Szentivánéji álom....Oberon
- Béjart: Bhakti...Siva
- Margaret Mitchell–Pártay Lilla: Elfújta a szél....Mr. Kennedy
- Messzerer: A hattyúk tava....Herceg
- Vámos: Vörös és fekete....Julien Sorell
- Herczog: Rómeó és Júlia....Lőrinc barát
- Harangozó Gyula: Seherezádé....Nagyvezír
- Sárközi Gyula: XXI. századi Macbeth....Duncan
- Keveházi Gábor: Zorba....Zorba
- Bach–Presser Gábor–Fodor Antal: A próba....Üldözők főnöke
- Vándorfi László: Urbi et Orbi – A testi szenvedésről....Fehér püspök

## Filmek
- Az eltüsszentett birodalom (1985)
- Az operaház fantomja (1998)

## Díjai
- Magyar Táncművészek Szövetsége díja (1983) – Az évad legjobb táncosa
- Liszt Ferenc-díj (1985)
- Érdemes művész (1988)
- MSZOSZ-díj (1990)
- Kossuth-díj (1991)
- Europas magyar táncdíj (2000)
- Kiváló művész (2000)
- Örökös tag a Halhatatlanok Társulatának (2003)
- A Magyar Köztársasági Érdemrend lovagkeresztje (2009)
- A Magyar Érdemrend középkeresztje (2014)
- A Magyar Állami Operaház örökös tagja (2014)
- A Magyar Állami Operaház Mesterművésze (2014)